# Bernardo Campos
Bernardo Andrés Campos Araniba (* 23. April 1991 in Vicuña) ist ein ehemaliger chilenischer Fußballspieler. Der Mittelfeldspieler absolvierte ein Länderspiel für Chiles Nationalmannschaft.

## Karriere

### Verein
Bernardo Campos kam 2009 aus der Jugend in die Profimannschaft von CD Universidad Católica, wurde allerdings erst an CD Santiago Morning verliehen. Danach kehrte der Stürmer zu den Cruzados zurück und gewann die Meisterschaft 2010, kam allerdings nur in einem einzigen Ligaspiel zum Einsatz. Danach wurde er zu weiteren Vereinen aus Chile verliehen. 2015 wechselte der Offensivakteur dann endgültig zu Deportes Valdivia in die Segunda División. Dort beendete Campos 2016 seine Karriere.

### Nationalmannschaft
Bernardo Campos absolvierte unter Marcelo Bielsa im Mai 2010 sein einziges Länderspiel für Nationalmannschaft Chiles. Beim 3:0-Erfolg im Freundschaftsspiel gegen Israel wurde der Stürmer in der 71. Spielminute für Alexis Sánchez eingewechselt.

## Erfolge
Universidad Católica
- Primera División: 2010